# Левицька Олександра Миколаївна
Левицька Олександра Миколаївна (в заміж. Амфітеатрова; 2 [14] січня 1858 — 24 квітня 1947 Москва] — артистка опери (меццо-сопрано) і педагог, мемуарист.
Народилася в сім'ї майора. У 1874—1880 рр. навчалася співу в Московській консерваторії (клас О. Александрової-Кочетової).
Виступала на оперних сценах в 1880—1883 і 1884—1885 рр. в Києві, в 1883—1884 рр. в Харкові, в 1886—1887 рр. в Тифлісі.
Була першою виконавицею партій Ольги («Євгеній Онєгін», в учнівському спектаклі Московської консерваторії) і Одарки («Ніч перед Різдвом»). Кращі партії: Ваня («Життя за царя» М. Глінки), Ратмір («Руслан і Людмила»), Княгиня («Русалка» А. Даргомижського), Ізяслав, Зибель. Партнерами її були: В. Зарудна, М. Медведєв, Е. Ряднов, Й. Тартаков. Мистецтво співачки високо цінували П. Чайковський, М. Іпполітов-Іванов, М. Кашкін, М. Лисенко.
З 1885 року вела педагогічну діяльність.

Перша дружина О. В. Амфітеатрова.
З 1897 року викладала в Музичному училищі в Одесі, брала участь в організації «Народної аудиторії». З 1901 року викладала в Москві, де разом з Софією Рубінштейн брала участь у створенні «Народної консерваторії», що існувала в 1906—1916 рр.
Після 1917 року викладала спів і дикцію в ряді московських шкіл і студій; з 1923 року викладала в Державних експериментальних театральних майстернях.